# Hjelmvagtel
Hjelmvagtlen (Rollulus rouloul) også kaldet strudsvagtlen, er en hønsefugl, som findes i Burma, Thailand, Malaysia, Sumatra og Borneo. Hjelmvagtlen er 25 cm lang. Hannen er større end hunnen, og begge køn har et bart rødt område rundt om øjnene, samt røde ben. De lægger 5 til 6 hvide æg, som tager 18 dage at udruge. Ungerne bliver i reden mens de er små, de fodres næb til næb af deres forældre, hvilket er usædvanligt for hønsefugle. Dens føde består af frø, frugter og hvirvelløse dyr. 

## Galleri
- Han med to hunner i fangenskab.
- Han i Toronto Zoo
- Han i Toronto Zoo, Canada
- Hun i Tennessee Aquarium, Chattanooga, Tennessee, USA
- Hjelmvagtelæg